# Accordéon Mélancolique
Accordéon Mélancolique (Меланхолический Aккордеон) — голландский аккордеонный дуэт, состоящий из Черри де Бур (Cherie de Boer), родившейся в 10 июня 1950 года в Джакарте (Индонезия), и Жан-Пьер Гайрана (Jean-Pierre Guiran), родившегося в Флиссингине (Нидерланды) 27 января 1957 года.

## История
Дуэт был сформирован в 1984 году. В 1997 году они были приглашены выступить в церемонии, посвящённой 50 летию плана Маршалла, которая проходила в Роттердаме. Среди прочих дуэт сыграл для Билла и Хилари Клинтон, наследного принца Голландии- Виллема Александра и бывшего премьер-министра Нидерландов Вима Кока. В 1998 году был выпущен их первый диск L’Imparfait du Cœur, который шведский аккордеонный журнал Dragspels Nytt назвыл лучшим аккордеонным диском 1999 года. В результате этого, дуэт выступил в различных фестивалях в Исландии и Дании летом 2000 и 2003 годов. В общем, было выпущено 7 дисков. Из музыка также публикуется, как музыкальные произведения.

## Стиль
Дуэт играет более подлинные композиции. Французский мюзетт и шансон, Итальянская народная песня, Антильский вальс, Индонезия крончонг, Аргентинское танго, Еврейский и Греческий фолк-музыка, свинг, Цыганская музыка, классическая музыка, меренге и тех-мех  служат источником вдохновления для музыкантов. Центральной темой является роль тишины в музыке.
Сознательно используя тишину вместе со звуком, в качестве основы своей музыки, они придают значительную сенсационность даже самым простым деталям; и это придает ритмическим мелодиям дополнительную оживленность.

## Дискография

### Компакт-диск
| Год  | Альбом              |
| ---- | ------------------- |
| 2015 | Aquarelles          |
| 2012 | Gratitude           |
| 2008 | Les Invités         |
| 2006 | Le Nid Aimé         |
| 2003 | Petits Fours Frais  |
| 2002 | Parade des Poules   |
| 1998 | L'Imparfait du Cœur |

### Музыкальные Произведения
| Год  | Альбом              |
| ---- | ------------------- |
| 2008 | Gratitude           |
| 2008 | Les Invités         |
| 2006 | Le Nid Aimé         |
| 2002 | Parade des Poules   |
| 1998 | L’Imparfait du Cœur |

## Композиции Жан-Пьер Гайрана (J.P. Guiran)
Композиции Жан Пьер Гайрана характеризуются центральной ролью мелодии. Выразительность усиливается временной согласованностью различных ритмов и гармонией, которая получает роль второго голоса.

### 2015
- Mermaid
- Quicksand
- Swan & Swan
- Aquarelle d’Amour
- Warm Bath
- Damselfly
- Meeting at the Lake
- Watering Place
- Ducklings
- the Heron and the Frog
- Water Cave
- Swell
- Swimming in the Winter
- Lullaby to the Sea
- Ebb and Flow

### 2012
- Eléphants Blancs
- Swiss Affair
- Gratitude I
- Gratitude II
- Gratitude III
- Bailamos la Vida
- Sans Queue ni Tête
- The Singing Moon
- Seaside
- Cinquante
- Santiago
- Rose de Salon

### 2008
- L’Arrivée des Invités
- Bougainville
- Clandestin
- The Dancing Tortoise
- Ma Chérie
- Padiki Dikitika
- Por el Camino Real (соавтор)
- Requiem pour une Rose
- Tonton Charles
- Tanah Tumpah Darah

### 2006
- Appelboom
- L’Esprit du Sud
- L’Heure Bleue
- Juif Errant
- Kripi Kripi
- Le Lac Minor
- Le Nid Aimé
- Maria Clara
- Merel
- Mon Chéri
- Solitude Heureuse
- Te Lang Alleen
- Within Five Minutes!

### 2003
- Cirque Mazurque

### 2002
- Café Vert
- Helena
- Mango
- Parade des Poules
- Tres Corazones (соавтор)
- Une Valse Anglaise S.V.P.

### 1998
- L’Imparfait du Cœur
- Passé composé

### 1997
- Polytour

## Использование музыки

### Документальные фильмы
- Broken Dreams. Suzanne van Leendert, van Osch Films, Нидерланды, 2015.
- Portret van een Tuin. Rosie Stapel, Нидерланды, 2014.
- Boi, Song of a Wanderer. Anne Marie Borsboom Filmproducties, Нидерланды, 2014.
- Appie Baantjer als Diender. Profiel. KRO, Нидерланды, 2008.
- Boren in de Zeebodem. Schooltv, Нидерланды, 2005.
- De Koperen Ploeg. Kristie Stevens, Нидерланды, 2005.
- Oud en der Dagen Zat. IKON, Нидерланды, 2003.
- Picasso and Braque Go to the Movies. Мартин Скорсезе. Соединённые Штаты Америки, 2008.
- Dag je dat wij niks leerde?. Ed van Herpt в Gwen Timmer. Stichting Filmgroep Parabel, Nederland, 1981.

### Фильмы
- Something Fishy. Кукольный анимация. Foolhardy Films, сценарий Trevor Hardy. Великобритании, 2012.
- De Laatste Dag (Последний День). Режиссёр Saskia Diesing (Саскиа Диесинг), сценарий- Helena van der Meulen (Хелена ван дер Меулен), Lemming Film, Нидерланды, 2008.
- İf God Wants (Если Бог Захочет). Diennet Productions, Соединённые Штаты Америки, 2009.

### Театр
- Because There Isn’t Any (Потому что Ничего нет). Johannes Wieland, в исполнении Джульярдская школа, Нью-Йорк, Соединённые Штаты Америки, 2008.[5]
- Petites Histoires.com. Kader Atou. Compagnie Accrorap, Франция, 2008.  Исполнено, среди прочих, в Нидерландах, Франции, США и Китае.
- Resemblance (Сходство). Танцоры: Melanie Aceto (Мелани Ацето) и Claire Jacob-Zysman (Клер Якоб-Змсман). Melanie Aceto Contemporary Dance (Современный танец), Нью Йорк, США, 2006.
- EWES. Amaury Lebrun. В исполнении Compañía Nacional de Danza II, Мадрид, Испания, 2010.[6]

### Телесериалы
- Man bijt Hond. NCRV, Нидерланды, Dolle Dries Sterke Zeemansverhalen (Сильные Истории Моряк) 2013 / 2014 в Dave & Annu 2009.
- De Troon. Avro, Нидерланды, 2010.